# Apodrosus andersoni
Apodrosus andersoni (лат.) — вид жуков-долгоносиков из подсемейства Entiminae (Polydrusini). Название дано в честь канадского колеоптеролога Dr. Robert Anderson (Canadian Museum of Nature), крупного специалиста по долгоносикам.

## Распространение
Северная Америка: Доминиканская Республика.

## Описание
Жуки-долгоносики мелких размеров, длина тела от 3,0 до 3,5 мм. Форма тела вытянутая, длина в 2,4 раза больше ширины. Рострум немного длиннее головы. Основная окраска желтовато-коричневая и зелёная. Крылья и плечевые бугры развиты. Усики 12-члениковые. Нижнечелюстные щупики 3-члениковые, нижнегубные щупики состоят из трёх сегментов. Вид был впервые описан в 2010 году в ходе родовой ревизии, проведённой пуэрто-риканскими энтомологами Jennifer C. Girón и Nico M. Franz (Department of Biology, Университет Пуэрто-Рико, Маягуэс, Пуэрто-Рико).